# Геринг, Лана
Лана Геринг (англ. Lana Gehring, р.21 августа 1990 года в Чикаго, штат Иллинойс) — американская шорт-трекистка, бронзовая призёр Олимпийских игр 2010 года в эстафете, участвовала на Олимпийских играх 2018 года, неоднократная призёр чемпионатов мира.

## Спортивная карьера
Лана Геринг родилась в 1990 году в небольшом посёлке Гленвью. что находится в 1 км от Чикаго. В 8 лет она начала заниматься фигурным катанием в ледовом центре Гленвью, взяв пример со своей старшей сестры Эмбер, которая потом стала учительницей. Вскоре Лана услышала о клубе скоростного катания Нортбрука по конькобежному спорту и решила попробовать себя там, где её тренировали два тренера Роб и Синди Дэрроу. Именно они дали ей эту базу как на короткой, так и длинной дорожках. Вскоре она стала участвовать в соревнованиях. Уже в 14 лет попала в юношеские составы в шорт-треке и лонг-треке. Она училась в южной средней школе Гленбрука, которую закончила в 2009 году, а в 16 лет переехала в Юту, для тренировок в национальной сборной. хотя её родители мать Дебби и отец Джон, которые владели водопроводом в Гленвью, были не в восторге от этой идеи.
В 2006 году Геринг участвовала на юниорском чемпионате мира по шорт-треку и заняла в многоборье 40-е место, а в 2007 году стала 17-й на мировом первенстве среди юниоров по конькобежному спорту. В 2008 году уже в составе взрослой сборной она принимала участие на командном чемпионате мира в Харбине и стала 4-й с командой. Её первая медаль пришла в марте 2009 года на командном первенстве в Херенвене, где завоевала бронзу. Тогда же на юниорском чемпионате мира заняла 9-е место в общем зачёте. За шесть месяцев до Олимпиады она заболела мононуклеозом, но мать сделала всё, чтобы поставить дочь на ноги. На Олимпийских играх в Ванкувере Лана участвовала только в эстафете и вместе с командой выиграла бронзу Олимпиады, а в марте на чемпионате мира в Софии заняла третье место с эстафетном квартете.
На следующий год на командном чемпионате мира в Варшаве вновь выиграла бронзу в эстафете. На Кубке мира она стартовала ещё в 2008 году, но по-настоящему выступила в 2011 году на этапах в Квебеке и Монреале, где выиграла 1000 м и 1500 м, а в октябре выиграла Кубок Америки в общем зачёте. В 2012 году Лана стала лидером команды, после того, как Кэтрин Ройтер сделали операцию на два бедра, и уже в январе выиграла чемпионат США в абсолютном зачёте, на этапе кубка мира в Херенвене выиграла дистанции 1000 и 1500 м. На чемпионате мира в Шанхае Лана заняла третье место на 500 м и в эстафете взяла серебро, а в многоборье стала 8-й. В сезоне 2012/13 годов вновь стала чемпионкой США в общем зачёте. В 2014 году она не прошла квалификацию и не попала на Олимпийские игры в Сочи. В 2014 году она ушла из спорта, и даже стала личным тренером. однако позже вернулась в конькобежный спорт на длинные дистанции, но в 2017 году вернулась в шорт-трек, пройдя в декабре отбор на Олимпиаду. В 2018 году Лана вновь участвовала на Олимпийские игры в Пхёнчхане и заняла там 21-е место на 500 м, 26-е на 1500 м. В свободное время Лана увлекается водными лыжами и вейкбордингом.